# Woolston (Kornwalia)
Woolston – przysiółek w Anglii, w Kornwalii. Woolston jest wspomniana w Domesday Book (1086) jako Ullavestone.